# Gimnazija Škofja Loka
Gimnazija Škofja Loka je splošna in klasična gimnazija, ki se nahaja v Škofji Loki. Znana je kot edina klasična gimnazija na Gorenjskem.  
Gimnazijo obiskujejo dijaki s škofjeloškega, veliko pa jih je tudi od drugod. Gimnazija Škofja Loka ponuja v programu gimnazija splošni, športni in naravoslovni oddelek ter program klasična gimnazija.    
Trenutna ravnateljica je Ana Prevc Megušar.

## Znani dijaki in profesorji

### Profesorji
- Marija Auguštiner Kokalj, pesnica
- Berko, sikar
- Pavel Bozovičar, slikar
- Marko Erznožnik, športni delavec
- Slavko Gaber, politik
- Rado Jan, pisatelj, šolnik
- Milena Kordež, športnica
- Jaka Kralj, pesnik
- Tone Logonder, kipar
- Marjan Luževič, geograf
- Lojze Malovrh, biolog, šolnik
- Matej Plestenjak, kipar
- Vida Sluga Zupanc, pesnica
- Ada Škerl, pesnica
- France Štukl, zgodovinar
- Nada Beguš, slavistka

### Dijaki
- Drago Bajt, literatni zgodovinar
- Spomenka Hribar, filozofinja
- Albin Igličar, pravnik
- Jaro Kalan, direktor Smučarske zveze Slovenije
- Nina Kokelj, pisateljica
- Miha Kordiš, politik
- Nina Krajnik, filozofinja
- Janez Lotrič, tenorist
- Luka Mesec, politik
- Andrej Misson, glasbenik
- Peter Mlakar, filozof, pesnik, pisatelj, igralec, retorik, performer
- Jana Stržinar, pisateljica
- Zoran Thaler, politik
- Agata Trojar, pesnica in slikarka
- Janez Tušek, ekonomist
- Mirjana Ule, psihologinja
- Matija Vastl, igralec
- Jani Virk, književnik
- Tomo Virk, pisatelj
- Jurij Žakelj, ekonomist

### Dijaki-športniki
- Vasja Bajc, smučarski skakalec
- Grega Benedik, smučar
- Nataša Bokal, smučarka
- Špela Bračun, smučarka
- Tadeja Brankovič Likozar, smučarska tekačica
- Nejc Brodar, smučarski tekač
- Anja Čarman, plavalka
- Bojana Dornig, smučarka
- Franci Eržen
- Jure Franko, smučar
- Dušan Grašič
- Natalija Gros, športna plezalka
- Sašo Jereb, judoist
- Robert Kerštajn, smučarski tekač
- Alenka Kolenc Krajnik
- Sašo Komovec
- Andrej Miklavc, smučar
- Jana Mlakar
- Matejka Mohorič, smučarska tekačica
- Tina Murn
- Franci Petek, smučarski skakalec
- Nevenka Peternel Bertoncelj, smučarska tekačica
- Romana Pintar Hafner
- Matic Skube, smučar
- Boris Strel, smučar
- Mojca Suhadolc, smučarka
- Miran Tepeš, smučarski skakalec
- Nuša Tome, smučarka
- Primož Ulaga, smučarski skakalec
- Marko Urh
- Mitja Valič
- Anja Zavadlav, smučarka